# 栄村 (愛知県)
栄村（さかえむら）は、かつて愛知県丹羽郡にあった村。
現在の江南市中心部付近に該当する。

## 歴史
- 1889年（明治22年）10月1日 - 赤童子村、木賀村、中奈良村が合併し発足。
- 1906年（明治39年）5月1日 - 分割され廃止。
  - 旧･赤童子村域は、古知野町、両高屋村、旭村、和勝村、東野村及び秋津村の一部と合併し、改めて古知野町が発足。
  - 旧・木賀村、中奈良村域は布袋町、秋津村の一部と合併し、改めて布袋町が発足。